# On the Moon
Albums de Peter Cincotti
Peter Cincotti
(2003)  East of Angel Town
(2007)
On the Moon est le deuxième album de l'auteur-compositeur-interprète Peter Cincotti, sorti en octobre 2004. Il est composé d'originaux et de grands standards du jazz tels que «St. Louis Blues» (popularisé par Louis Armstrong) ou «You Don't Know me» de Ray Charles.

## Morceaux
1. St. Louis Blues
2. Some Kind of Wonderful
3. I Love Paris
4. On the Moon
5. Bali Ha'i
6. He's Watching
7. Raise the Roof
8. The Girl for Me Tonight
9. You Don't Know Me
10. I'd rather be with You
11. Up On the Roof
12. Cherokee
13. The Girl I Knew (Titre bonus de l'édition Japonaise)